# Дан независности: Нова претња
Дан независности: Нова претња (енгл. Independence Day: Resurgence) амерички је научнофантастични акциони филм из 2016. године, редитеља Роланда Емериха и писаца Емериха, Дина Девлина, Николаса Рајта, Џејмса Вудса и Џејмса Вандербилта. Наставак филма Дан независности из 1996. године, ансамблску поделу улога чине Лијам Хемсворт, Џеф Голдблум, Бил Пулман, Мајка Монро, Травис Троуп, Вилијам Фикнер, Шарлот Генсбур и Џад Херш. Радња филма одвија се двадесет година након догађаја из првог филма, током којих су Уједињене нације сарађивале на формирању Земаљске свемирске одбране, међународне војне одбрамбене и истраживачке организације. Обрнутим инжењерингом, свет је спојио моћ ванземаљске технологије са човечанством и поставио темеље за отпор другој инвазији.
Планови за наставак филма Дан независности почели су још 2001. године, а 2014. је 20th Century Fox је дао зелено светло пројекту. Снимање је започело су у априлу 2015. на локацијама првенствено у Новом Мексику, али и у Боневилу у Јути, где је сниман оригинал. Ово је био један од последњих пројеката Роберта Лоџа пре него што је преминуо, а филм је посвећен у знак сећања на њега.
Филм је издат 24. јуна 2016. године у Сједињеним Државама, двадесет година после издања филма Дан независности. Филм је издат 23. јуна 2016. године у Србији, дистрибутера MegaCom Film-а. Добио је негативне критике и зарадио је 389,7 милиона америчких долара широм света.

## Радња
Двадесет година након разорног међузвезданог рата против ванземаљских освајача, Уједињене нације су основале Земаљску свемирску одбрану (ЗСО), глобални одбрамбени и истраживачки програм који обрнуто инжењерира ванземаљску технологију и служи као систем раног упозорења Земље против ванземаљских претњи. Цивилизација је обновљена, а релативни мир међу народима постоји након победе људске расе над нападима ванземаљаца, а велики градови широм света, укључујући и Вашингтон, обновљени су и модернизовани удруженим технологијама. Након што је основао Област 51 као своје седиште, ЗСО је поставио базе на Месецу, Марсу и Реји и орбиталне одбрамбене сателите изнад Земље, као утврђења против будућих инвазија.
Директор ЗСО-а, Дејвид Левинсон, састаје се са господаром рата, Дикембеом Умбутуом, и др Кетрин Марсо у афричкој држави. Путују до искрцаног ванземаљског тањира и откривају да су ванземаљци бушили пре него што су послали сигнал у своју домовину пре пораза. Откривено је да су људи, као што су бивши амерички председник, Томас Витмор, др. Бракиш Окун и Умбуту, телепатски повезани са колективном свешћу ванземаљаца, након личних сусрета, и имају визије неидентификованог сферног објекта.
Неидентификовани сферни брод излази из црвоточине у близини Земљиног Месеца. Упркос примедбама Левинсона, уништен је по налогу Савета безбедности. Пркосећи наређењима, амерички пилоти, Џејк Морисон и Чарли Милер, затим прикупљају Левинсона, Марсоову, Умбутуа и америчког савезног контролора, Флојда Розенберга, на свемирски тегљач. Крећу према олупини на кратеру Ван де Граф, где проналазе велики контејнер. Одједном се појављује ванземаљски матични брод, који се одазива на позив у помоћ и наставља уништавати велики део планетарних одбрамбених система Земље пре него што се спусти изнад Северног Атлантског океана, где почиње да буши према растопљеном језгру Земље за гориво које ће у том процесу уништити планету. Убрзо избегавајући смрт, они који су били на свемирском тегљачу избегли су хватање и вратили су се у Област 51.
Групе Витмора, Левинсона и америчког генерала, Џошуе Адамса, испитују једног од ванземаљаца који су држани у заточеништву у затвору у Области 51 из рата. Они сазнају да ванземаљци постоје у кошници и да једна од њихових колосалних краљица командује инвазијом. Левинсон претпоставља да ће, ако убију краљицу која надгледа, њене снаге престати са бушењем и мировати. Ваздушна флота ЗСО-а, коју води капетан Дилан Хилер, изводи контранапад, али су ухваћени у замку унутар матичног брода, остављајући само неколико преживелих, укључујући Дилана, Џејка, Чарлија и колегу поручницу ЗСО-а и кинеског пилота, Рејн Лао.
У Области 51, Окун отвара спашени контејнер и ослобађа џиновску белу сферу виртуелне интелигенције. Сфера открива да је њена мисија да евакуише преживеле на планету уточишта из светова на мети ванземаљаца, које она назива „Жетеоци”, и да их уједини у нападу на планету Жетелаца. На матичном броду, сви преживели пилоти ЗСО-а успевају да побегну отевши непријатељске летелице; Дилан, Џејк, Чарли и Рејн управљају два ловца Жетеоца како би кренули у потрагу за Матичиним личним бродом, која је кренула у Област 51 како би из сфере извукла информације о избегличкој планети.
Знајући да је Матица Жетеоца постала свесна локације сфере, ЗСО је сакрива у танку за плутање и користи мамац у Џејковом свемирском тегљачу како би намамио брод Матице Жетеоца у замку. Витмор волонтира да управља транспортним бродом у самоубилачкој мисији, водећи Матичин брод у замку пре него што детонира бомбу, уништавајући тако непријатељски брод жртвујући себе. Међутим, Матица Жетеоца преживљава користећи енергетски штит и избија битка. У почетку, оружје војника ЗСО-а не може пробити Матичин штит, али након што Матица Жетеоца спусти штит да испали властито оружје, критични погодак Витморове ћерке, Патрише, деактивира њен штит. Ово омогућава Дилановој групи, која стиже на време, да је убије пре него што узме сферу.
Након смрти Матице, сви преостали ванземаљски борци постају неактивни, док матични брод престаје с бушењем и повлачи се у свемир. Окун открива да је сфера затражила од човечанства да предводи њен отпор и понудила им нову технологију у припреми за потенцијални контранапад на матични свет Жетелаца.

## Улоге
| Глумац            | Улога                      |
| ----------------- | -------------------------- |
| Џеф Голдблум      | Дејвид Левинсон            |
| Лијам Хемсворт    | Џејк Морисон               |
| Бил Пулман        | председник Томас Џ. Витмор |
| Мајка Монро       | Патриша Витмор             |
| Џеси Ашер         | Дилан Хилер                |
| Вилијам Фикнер    | генерал Џошуа Т. Адамс     |
| Шарлот Генсбур    | др Кетрин Марсо            |
| Џад Херш          | Џулијус Левинсон           |
| Брент Спајнер     | др Бракиш Окун             |
| Травис Тоуп       | Чарли Милер                |
| Сила Ворд         | Елизабет Лангфорд          |
| Патрик Сент Еспри | Рис Танер                  |
|                   | Рејн Лао                   |
| Вивика А. Фокс    | Џасмин Даброу              |
| Деобрија Опареј   | Дикембе Умбуту             |
| Николас Рајт      | Флојд Розенберг            |
| Чин Хан           | Ђанг Лао                   |
| Гбенга Акинагбе   | агент Метју Травис         |
| Роберт Лоџа       | генерал Вилијам Греј       |
| Џои Кинг          | Сам Блеквел                |
| Макена Грејс      | Дејзи Блеквел              |
| Гарет Воринг      | Боби Блеквел               |
| Хејз Велфорд      | Феликс Блеквел             |